# Koncepcja strukturalno-instytucjonalna
Koncepcja strukturalno-instytucjonalna – koncepcja systemu politycznego Fiodora Burłackiego.
Koncepcja F. Burłackiego jest następstwem usiłowań lat 70., ustosunkowania się do dorobku politologii amerykańskiej w zakresie konstruowania modelu teoretycznego systemu politycznego podejmowanych w nauce radzieckiej i opisania w innych ujęciach rzeczywistości politycznej w Związku Radzieckim, a także w innych krajach.
Zakłada, że system ten jest jednolitym organizmem występującym w społeczeństwie. 
Organizm ten zapewnia funkcjonowanie społeczeństwa, w którym centralne miejsce zajmuje władza polityczna. 
System polityczny wedle F. Burłackiego jest jednym z podsystemów systemu społecznego, na równi z podsystemem ekonomicznym i podsystemem kulturowym, wyodrębnianymi według sfery działalności grup społeczeństwa.
Zgodnie z tezą Burłackiego, system polityczny wyróżnia się wśród innych składników (podsystemów) systemu społecznego kilkoma właściwościami:
1. Nadrzędność systemu politycznego – urzeczywistnia on zwierzchnią władzę w społeczeństwie. Decyzje podejmowane przez organy przedstawicielskie stają się obowiązujące dla całego społeczeństwa i dla wszystkich podsystemów systemu społecznego.
2. Współdziałanie systemu politycznego z innymi podsystemami systemu społecznego. System ten jest uwarunkowany przede wszystkim systemem ekonomicznym i systemem kulturowym przez społeczno-ekonomiczną strukturę społeczeństwa. System polityczny, mimo iż zwierzchnią władzą polityczną w społeczeństwie wchodzi do odbudowy, która jest określana przez bazę ekonomiczną i społeczną.
3. Samodzielność systemu politycznego określana przez występowanie specjalnego mechanizmu struktur, ról, funkcji, grup rządzących. System polityczny jest najbardziej sformalizowany ze wszystkich podsystemów systemu społecznego. Stosunki w o obrębie systemu regulują specjalne normy polityczne i prawne.
4. Aktywny wpływ systemu politycznego na całe społeczeństwo, bardziej niż innych podsystemów, co wynika z siły władzy zwierzchniej i możliwością dysponowania zasobami społecznymi. Rządzenie ludźmi jest najistotniejszą specyfiką systemu politycznego. 
Wymienione właściwości systemu politycznego charakteryzują ten system i uzewnętrzniają specyfikę tego systemu w stosunku do innych systemów w ramach systemu społecznego.

## Funkcje systemu politycznego
Według F. Burłackiego:
1. Programująca cele i zadania społeczeństwa.
2. Mobilizująca zasoby ludzkie do działania.
3. Integrująca grupy społeczne.
4. Legitymizująca podmioty polityki i normy postępowania ludzkiego.

## Elementy systemu politycznego
Za elementy systemu politycznego uważa się zjawiska polityczne spełniające funkcje i role kierownicze w procesach rządzenia. Elementy systemu politycznego uosabiają zjawiska polityczne.
1. Struktura polityczna.
2. Normy polityczne i prawne.
3. Stosunki polityczne.
4. Świadomość polityczna i kulturalna.

Według Burłackiego systemu politycznego nie można utożsamiać z państwem, mimo że państwo odgrywa w nim główną rolę. System polityczny ma szerszy zasięg i obejmuje elementy nie mieszczące się w zakresie pojęciowym państwa.
Nie można go też sprowadzać do organizacji politycznych. Realne życie i stosunki polityczne
kształtują się na znacznie szerszej płaszczyźnie obejmując różne sfery obywatelskiej działalności.